# Torra di Galeria
A Torre da Galeria (em corso:  Torra di Galeria) ou Calcinaggia ou Calcinaghja é uma torre genovesa em ruínas localizada na comuna da Galéria (Alta Córsega) na costa oeste da ilha francesa da Córsega. A torre fica no lado sul da foz do rio Fangu.
A torre foi construída entre 1551 e 1573. Foi uma de uma série de defesas costeiras construídas pela República de Génova entre 1530 e 1620 para conter os ataques dos piratas berberes. Faz parte de uma lista compilada pelas autoridades genovesas em 1617, que regista que a torre era guardada por um chefe e dois soldados pagos pela cidade de Calvi. Em 1994, a torre foi listada como um dos monumentos históricos oficiais da França.